# Aurélien Panis
Aurélien Panis (Saint-Martin-d'Hères, 29 oktober 1994) is een Frans autocoureur en de zoon van voormalig Formule 1-coureur Olivier Panis.

## Carrière
Panis begon zijn autosportcarrière in het karting, waar hij tot 2010 actief bleef. In 2011 maakte hij zijn debuut in het formuleracing in het Franse Formule 4-kampioenschap. Hij behaalde hier twee podiumplaatsen op het Circuit de Pau en het Circuit Paul Ricard, waarmee hij als tiende in het kampioenschap eindigde met 46 punten.
In 2012 stapte Panis over naar de Formule Renault 2.0 Alps, waar hij uitkwam voor het team RC Formula. Met 26 punten eindigde hij hier als zeventiende in het kampioenschap. Daarnaast mocht hij voor RC deelnemen aan de laatste drie raceweekenden van de Eurocup Formule Renault 2.0 als gastcoureur, waarbij zijn beste resultaat een zeventiende plaats was op het Circuit de Catalunya.
In 2013 nam Panis deel aan het volledige seizoen van de Eurocup Formule Renault voor RC, maar stapte na drie raceweekenden over naar het Prema Powerteam. Hij had een moeilijk seizoen, maar werd, met een vierde plaats op het Circuit Paul Ricard als beste resultaat, achttiende in het kampioenschap met 14 punten. Tevens nam hij voor RC deel aan de eerste twee raceweekenden van de Formule Renault 2.0 NEC, waarin hij met een vierde plaats op de Nürburgring als beste resultaat als 27e eindigde in het kampioenschap met 45 punten.
In 2014 reed Panis opnieuw in de Eurocup Formule Renault, maar stapte over naar het ART Junior Team. Op de Moscow Raceway won hij zijn eerste race in het kampioenschap. Mede hierdoor eindigde hij als negende in het kampioenschap met 82 punten. Ook nam hij voor ART deel aan de eerste drie raceweekenden van de Formule Renault NEC, waarin hij op de Hockenheimring zijn eerste race won. Mede hierdoor eindigde hij als negentiende in het kampioenschap met 77 punten.
In 2015 stapte Panis over naar de Formule Renault 3.5 Series, waar hij ging rijden voor het team Tech 1 Racing. Hij eindigde regelmatig in de top 10, met een vijfde plaats tijdens zijn thuisrace op het Circuit Bugatti als beste resultaat. Uiteindelijk werd hij twaalfde in de eindstand met 42 punten.
In 2016 bleef Panis rijden in de Formule Renault 3.5, dat inmiddels de naam had veranderd naar Formule V8 3.5, maar stapte hij over naar het team Arden Motorsport. Tijdens het eerste raceweekend op het Motorland Aragón won hij zijn eerste race en voegde hier later in het seizoen op de Red Bull Ring nog een zege aan toe. Uiteindelijk werd hij vijfde in het klassement met 183 punten.
In 2017 verlaat Panis het formuleracing en stapt hij over naar het World Touring Car Championship, waarin hij uitkomt voor het team Zengő Motorsport.